# Sovjetunionen i olympiska sommarspelen 1968
Sovjetunionen deltog i olympiska sommarspelen 1968 i Mexiko stad med 312 deltagare i 18 sporter. Totalt vann de tjugonio guldmedaljer, trettiotvå silvermedaljer och trettio bronsmedaljer. brottaren Leonid Zjabotinskij var landets fanbärare vid åpningsceremonien.